# 萧孝诚
萧孝诚，契丹名萧高九，出身契丹蕭氏，辽朝钦哀皇后蕭耨斤的兄弟，蕭陶瑰（蕭和）的第三子。
开泰七年（1018年）八月，辽圣宗以萧高九、马贻谋出使宋朝贺正旦。辽圣宗第十女耶律十哥，封三河郡主，進封三河公主，下嫁奚王蕭高九。萧孝诚在辽兴宗时，被称为大国舅、兼侍中。封兰陵郡王，死后追赠忠简王。

## 后裔
- 三子：萧知微（术哲）[5][6]，妻魏国夫人、申国夫人、秦宋梁三国太妃耶律氏，耶律仁先之妹
  - 孙女：顺宗皇后贞顺皇后萧氏，萧知微女，辽天祚帝母
- 五子：萧知行，妻长安夫人耶律氏，耶律斡特剌之姐
  - 孙：萧德崇（药师奴），萧知行子，妻唐夫人耶律氏，耶律迪烈女
- 六子：萧知善，妻耶律惯宁之女
- 七子：萧知玄（萧敌烈、萧时时里），妻楚国夫人
  - 孙：萧槁剌（讹里本），萧知玄长子
    - 曾孙女：天祚元妃萧贵哥，萧讹里本之女

  - 孙：萧挞不也[7]，萧知玄二子，妻齐国公主、赵国公主、辽道宗二女儿耶律糺里
    - 曾孙：萧特末，挞不也子，妻越国公主、辽道宗季女耶律特里
      - 玄孙：萧仲恭，萧特末长子
      - 玄孙：萧仲宣，萧特末仲子

  - 孙女：宋魏国妃乌鲁兀衍（讹都斡），萧知玄三女，适耶律弘本
  - 孙：萧乙信
  - 孙：萧阿姆哈
  - 孙：智不困郎君
- 子：萧知章